# Огбебо
Огбебо (д/н — 1816) — великий оба (володар) держави Едо в 1816 році.

## Життєпис
Старший син великого оби Обаноси. Про нього відомостей обмаль. після смерті батька 1816 року оголошений новим правителем. Втім за підтримки частини знаті проти нього виступив молодший брат Осемвенде. В результаті Огбебо зазнав поразки, після чого наклав на себе руки, повісившись. Трон перейшов до Осемвенде.